# Racopilum madagassum
Racopilum madagassum är en bladmossart som beskrevs av Ferdinand François Gabriel Renauld 1898. Racopilum madagassum ingår i släktet Racopilum och familjen Racopilaceae. Inga underarter finns listade i Catalogue of Life.